# Stade Auguste-Delaune
Stade Auguste-Delaune este un stadion de fotbal din Reims, Franța. Acesta găzduiește meciurile de pe teren propriu ale echipei Stade de Reims. Acest stadion este format din 4 tribune: Albert-Batteux (nord), Francis-Méano (lateral), tribuna oficială Henri-Gemain și Robert Jonquet (sud). A fost unul dintre stadioanele care au găzduit meciuri ale campionatului mondial de fotbal feminin din 2019, aici având loc 5 meciuri din cadrul grupelor și unul din optimile de finală.